# 岩本薫 (作家)
岩本 薫（いわもと かおる、1963年10月27日 - ）は、日本のボーイズラブ小説家。血液型O型。1997年「TOUGH!」（ビブロス『小説b-Boy』11月号掲載）で「第7回ビブロス小説新人大賞」の期待賞を受賞しデビュー。小説家ユニット「Unit Vanilla」のメンバー。

## 作品リスト
ドラマCD化＝*印

### シリーズ
- TOUGH!シリーズ（ビブロス）
  - TOUGH!
  - TOUGH! 2 ダブル・トラブル
  - TOUGH! 3 アフター・アフェア
  - TOUGH! 4 ハートを撃ち抜け!
  - TOUGH! 5 ホット・ターゲット
  - TOUGH! 6 アンラッキー刑事
  - TOUGH! 7 神蔵響の野望
- 熱情シリーズ（ビブロス、新装版：リブレ出版）
  - 不器用な純情
  - 好きの鼓動〈ビート〉
  - 不遜で野蛮 *
  - 騎士と野獣
- AD（アド）コンプレックスシリーズ（ビブロス、文庫版：角川書店）
  - ADコンプレックス 1 - 3
- YEBISUセレブリティーズシリーズ（ビブロス、新装版：リブレ出版）
  - YEBISUセレブリティーズ 1 - 6 *
- ロッセリーニ家の息子シリーズ（角川書店）
  - 略奪者 *
  - 守護者 *
  - 捕獲者 *
  - 共犯者
  - 継承者 上、下
  - 独裁者の恋 *
  - 征服者の恋 *
  - 支配者の恋
  - 誘惑者の恋
  - 求愛者の恋
- 情シリーズ（リブレ出版）
  - 発情
  - 欲情
  - 蜜情
  - 色情
- プリティ・ベイビィズシリーズ（新書館）
  - プリティ・ベイビィズ 1 *
  - プリティ・ベイビィズ 2 *
  - プリティ・ベイビィズ 3　
  - スパイシー・ショコラ

### その他
- やるときゃ、やるぜ!（ビブロス、新装版：リブレ出版）
- だからおまえは嫌われる（ビブロス、新装版：幻冬舎コミックス）
- 微熱のシーズン（成美堂出版）
- 月夜ばかりじゃないぜ（ビブロス）
- 太陽の恋人（ビブロス）
- 恋愛ドルチェミスト（ビブロス）
恋愛志願（新装版/角川書店）
- 13年目のライバル（徳間書店）
- 月夜ばかりじゃないぜ（幻冬舎コミックス）
- 年上の恋人（角川書店）
- 絶体×絶命（大洋図書）
- 花嫁執事（大洋図書）
- ぼくのせんせい。（リブレ出版）

### 漫画原作
- YEBISUセレブリティーズ 全5巻（不破慎理/ビブロス、新装版：リブレ出版）
- プリティ・ベイビィズ（麻々原絵里依/新書館）
- 華恋（山田シロ/大洋図書）

### アンソロジー収録作品
- 「岩本薫さんとの対話」（溝口彰子との対談） - 『BL進化論 対話篇』（宙出版、2017年11月）
- 「2/14」 - 『秘密のチョコレート チョコレート小説アンソロジー』（集英社オレンジ文庫、2019年1月）収録

### 雑誌掲載作品
小説
- 「TOUGH!」 - 『小説b-Boy』1997年11月号（ビブロス）
- 「蜂蜜と眼鏡」 - 『小説Dear+』72号（2019年2月号）（新書館）